# Ember - Il mistero della città di luce
Ember - Il mistero della città di luce (City of Ember) è un film di fantascienza del 2008 diretto da Gil Kenan, con interpreti Saoirse Ronan, Harry Treadaway, Bill Murray e Tim Robbins.
Tratto dal romanzo per ragazzi La città di Ember della scrittrice Jeanne DuPrau pubblicato in Italia dalla Fabbri Editori nel 2003 e da Rizzoli nel 2008 con lo stesso titolo del film.
Il film è uscito negli Stati Uniti il 25 settembre 2008, in Italia fu distribuito dalla Eagle Pictures a partire dal 19 dicembre 2008.

## Trama
In un futuro abbastanza vicino, a causa di un grosso evento catastrofico di non precisata natura, l'umanità sarebbe condannata all'estinzione in quanto la superficie del pianeta Terra rimarrà inabitabile per moltissimo tempo. L'unico sistema possibile per consentire al genere umano di perpetuarsi consiste nel costruire una città sotterranea nelle profondità della Terra e sigillare in essa alcune centinaia di persone per 2 secoli, tempo dopo il quale si ritiene che le conseguenze del disastro saranno venute meno, in modo che i loro discendenti, allo scoccare del duecentesimo anno, possano riemergere in superficie e tentare di ricominciare a vivere alla luce del Sole.
In un luogo segreto, i migliori architetti, ingegneri e scienziati si riuniscono per progettare e costruire Ember, città moderna, organizzata ed autosufficiente, costruita centinaia di metri sottoterra e costantemente illuminata artificialmente grazie ad un grande generatore idroelettrico che sfrutta la forza di un fiume sotterraneo. Gli abitanti della città, nelle generazioni a venire, saranno tenuti completamente all'oscuro della loro reale situazione, insegnando e facendo loro credere fin da bambini che Ember sarebbe l'unico punto di luce e sicurezza in un mondo totalmente buio e pericoloso. Solo il sindaco della città, designato di volta in volta a guidare la popolazione, saprà la verità e avrà il compito di tramandare ai suoi successori una cassetta metallica chiusa ermeticamente da una serratura a tempo, che si aprirà automaticamente allo scadere di un conto alla rovescia riportato su un display presente su di essa, inizialmente impostato proprio a 200 anni. Nemmeno lo stesso sindaco è però a conoscenza di cosa si trova nella scatola: le istruzioni scritte dai Costruttori per consentire alla popolazione futura di uscire dalla città alla scadenza dei 200 anni stabiliti, abbandonando l'esistenza sotterranea.
Per circa un secolo e mezzo la città rimane prospera e sicura, ma alla settima generazione di sindaci, quando mancano 47 anni al momento di cercare di ritornare in superficie, avviene un gravissimo imprevisto: il sindaco di turno muore improvvisamente e non fa in tempo a fare in modo che la scatola metallica sia consegnata al suo successore. La scatola, rimasta nella sua casa dopo la morte, finisce per essere riposta e dimenticata. A causa di questo, le generazioni che seguono non hanno modo di andare incontro alla salvezza e restano a vivere rinchiuse nelle profondità della terra anche ben oltre lo scoccare della data prevista. La scatola giace per molto tempo dimenticata da tutti nel ripostiglio di un'anziana signora, pronipote del sindaco morto prematuramente, e in tale luogo continua il suo conto alla rovescia fino all'apertura.
La città di Ember, che non è stata costruita per resistere al logorio del tempo oltre i due secoli previsti, va progressivamente in rovina, e molti suoi abitanti si sono convinti che non sia possibile che l'unico luogo sicuro nel mondo sia quella città fatiscente e male illuminata, come è stato loro insegnato da bambini. Gli edifici di Ember cadono a pezzi, molti apparecchi utili non vengono più impiegati per risparmiare energia e la popolazione viene afflitta dalla carestia, dovuta sia alla scarsità delle riserve di cibi in scatola sia al fatto che i metodi artificiali di coltivazione nelle serre sotterranee dei generi di prima necessità sono ormai superati e hanno bassi rendimenti, ma ciò che più terrorizza gli abitanti sono i guasti all'ormai vecchio generatore idroelettrico, che inizia inesorabilmente a perdere colpi, ed i conseguenti black out, che fanno piombare Ember nell'oscurità, sono sempre più lunghi e frequenti.
I cittadini, a beneficio dei più giovani, cercano di nascondere con una frenetica attività quotidiana la paura sempre più grande che li attanaglia, consapevoli di quanto stia diventando incerto e preoccupante il loro futuro. Sempre più sentite sono perciò le cerimonie tradizionali: ad esempio tutti gli adolescenti aspettano il solenne Giorno dell'assegnazione, in cui viene assegnato loro il lavoro che svolgeranno nella vita attraverso un sorteggio casuale, e l'intera popolazione si ritrova una volta l'anno nella piazza principale, alla presenza delle autorità, per celebrare con un coro il Giorno dei canti.
Mentre il Sindaco in carica, un uomo decisamente noncurante, superficiale ed egoista, si preoccupa solo di accumulare le sempre più ridotte scorte di viveri in una sorta di bunker segreto e ben protetto, due ragazzi intelligenti ed irrequieti, Lina Mayfleet e Doon Harrow, iniziano pian piano a ribellarsi ai ruoli loro imposti dal dovere di obbedienza alle tradizioni di Ember e riescono a ricostruire, pian piano, i segreti della loro bizzarra esistenza.
Lina è una pimpante ragazza orfana di entrambi i genitori, che vive con la sorellina Poppy e con la loro nonna. Doon è l'unico figlio di Loris Harrow, un meccanico vedovo un po' bizzarro, ed è molto preoccupato per il futuro della città e desideroso di stare a contatto con il generatore per capire quali problemi presenti, motivo per cui spera che gli venga assegnato un lavoro come elettricista. Nel Giorno dell'assegnazione, a Doon è assegnata la mansione di messaggero (figura professionale il cui compito è recapitare i messaggi tra i cittadini, in quanto i telefoni non vengono più utilizzati a causa della scarsità di energia), mentre il posto di elettricista viene estratto da un altro ragazzo, a cui Doon chiede di fare uno scambio di mestiere, che l'altro si rifiuta di concedergli. Doon allora scambia il suo lavoro con quello di Lina, che è entusiasta di fare la messaggera siccome adora correre veloce, e riesce ad ottenere il posto di addetto alle tubature del generatore, inizialmente estratto da Lina, ma in breve si rende conto che tale lavoro consiste unicamente nel rattoppare i vecchi tubi arrugginiti, poiché da anni non vengono più realizzate tubature nuove; inoltre nemmeno gli elettricisti sanno esattamente cosa causa i black-out e nessuno sembra essere in grado di intervenire sul generatore.
Lina e Doon si accorgono anche che la loro esistenza è minacciata dagli animali che vivono nel sottosuolo e che si aggirano per la città durante i black-out, diventati giganteschi e mostruosi per cause ignote. Nello stesso periodo l'anziana nonna di Lina, pronipote del Settimo Sindaco, muore. Poco prima Lina aveva ritrovato nel ripostiglio della loro casa la scatola perduta del suo antenato, ormai aperta e con il display che indica 0 come numero di anni rimanenti. All'inizio ignara del suo significato e un po' preoccupata, con l'aiuto di Doon ricompone e decodifica i fogli danneggiati dalla sorellina Poppy, trovati all'interno della scatola, i quali si rivelano essere proprio le istruzioni, scritte dai Costruttori della città, che spiegano come uscire in sicurezza da Ember e salire verso la superficie.
Lina scopre anche che suo padre, fortemente convinto che ci fosse una via d'uscita, aveva costruito assieme al padre di Doon una scavatrice per tentare di aprire un tunnel sotterraneo attraverso il quale scappare, ma era morto annegato travolto dall'acqua. Il padre di Doon, rassegnatosi all'idea che non vi fosse modo di lasciare la città, non aveva mai parlato al figlio dell'accaduto.
Inizialmente Lina pensa che la soluzione più logica sia consegnare la cassetta al Sindaco, ma quando ci prova si accorge del cinismo ed egoismo dell'uomo e cambia idea, decidendo di cercare la via d'uscita assieme a Doon e Poppy. Nonostante l'avversione del Sindaco e del suo esercito di fedelissimi, che scatenano contro di loro una caccia all'uomo rendendoli ricercati per aver diffuso calunnie, i due ragazzi eseguono le istruzioni, raggiungono la sala controllo d'emergenza del generatore e sbloccano il sistema di fuga, cioè una serie di armadietti posti nella sala operativa degli addetti alle tubazioni che vengono lanciati nel fiume sotterraneo ed impiegati come barche. Grazie anche all'aiuto di Sul, un anziano addetto alle tubature che si addormenta all'istante ogni volta che si siede ed è il supervisore di Doon sul posto di lavoro, oltrepassano la ruota dell'acqua e riescono infine a trovare la via per guadagnare la superficie.
Dopo lunghe peripezie, i tre emergono all'aria aperta, dove scoprono che tutto è avvolto nel buio. Poco dopo, tuttavia, arriva l'alba e i tre restano estasiati dal vedere una natura fiorita ed illuminata dal sole, indice che evidentemente le conseguenze del disastro di oltre due secoli prima sono venute meno, e mandano un messaggio alla popolazione di Ember gettando un biglietto avvolto intorno ad un sasso in un profondo pozzo del terreno, da cui s'intravvedono le luci della città sotterranea. Il messaggio sarebbe potuto finire in un fossato o su un tetto, invece cade proprio ai piedi del padre di Doon, e la storia lascia presagire che anche gli altri abitanti del sottosuolo riusciranno a tornare all'aperto, per intraprendere l'inizio di un nuovo cammino dell'umanità.

## Produzione
Il film è stato girato con l'intento di avere una resa il più verosimile possibile: la quasi totalità della città di Ember è stata realmente costruita all'interno di uno studio cinematografico, in un hangar a Belfast con un'altezza disponibile di 27 metri, in scala 1:1.

## Accoglienza

### Incassi
Il film si è rivelato un flop al botteghino; infatti con un budget stimato in 55000000 $, il film ha incassato in totale 17929684 $; in Italia il film ha guadagnato 1618068 $, mentre in Nord America ha incassato 7873007 $.